# Мішель Мюлдер
Мішель Мюлдер (нід. Michel Mulder; нар. 27 лютого 1986, Зволле, Нідерланди) — нідерландський ковзаняр. Чемпіон зимових Олімпійських ігор 2014 на 500 м, срібний призер чемпіонату світу на 500 м (2012), чемпіон світу в спринтерському багатоборстві (2013). Брат-близнюк Роналд теж ковзаняр.